# فيسينتي مايسو كايويلا
فيسينتي مايسو كايويلا ( مليلية ، 1919 - مدريد ، 1993) كان رسامًا ونحاتًا إسبانيًا .

## سيرة
رسام ونحات ولد في مليلية في 19 سبتمبر 1919. ابن النحات فيسينتي مايسو تورتوسا وأنتونيا كايويلا. كان ينتمي لعائلة ذات تقاليد فنية. كان والده يملك ورشة لصناعة النماذج على طريق هيدوم، بجوار ما يسمى بـ "محطة القوافل" - والتي سميت بهذا الاسم لأن السيارات التي كانت تنقل الجنود من مليلية إلى جبهات حرب الريف المختلفة كانت تنطلق من هناك. كما مارس شقيقاه خوليو (مليلة، 7 ) وخورخي مايسو كويفاس (أبناء زوجة مايسو تورتوسا الثانية) الفنون التشكيلية.
درس فيسينتي مايسو منذ سن مبكرة للغاية مع الأستاذة ماريا جايو مارتينيز فورتون في مدرسة مليلية للفنون والحرف اليدوية.
بعد حصوله على إخطار بالمنحة الدراسية، انتقل إلى مدريد في عام 1937 للدراسة في مدرسة سان فرناندو للفنون الجميلة . في نفس العام، تم إحضار والده، الذي بدأ عملية الانضمام إلى المحفل الماسوني في 14 أبريل في 20 يوليو 1931، أمام المحكمة بعد اكتشاف انتمائه الماسوني ونشره في 2 ديسمبر 1937، في El Telegrama del Rif . وفي البداية فرضت عليه غرامة كبيرة وأرسلته إلى سجن قلعة هاتشو ، طبقاً لقانون السجون لعام 1849، الذي نص على أن المحكوم عليهم بالسجن المؤبد يجب أن يقضوا عقوبتهم في سبتة وغيرها من السجون الأفريقية الأصغر.
بين عامي 1940 و1941 نفذ مشروع النصب التذكاري لأبطال إسبانيا ، الذي دعت اللجنة الدائمة للإدارة البلدية في مليلية إلى تنظيم مسابقة فيه لإحياء ذكرى 17 يوليو 1936 .
في عام 1957 هاجر إلى البرازيل ليشق طريقه في عالم الفن. استقر في ساو باولو (حيث حقق شهرة كبيرة كرسام وأطلق عليه لقب الابن المفضل) حتى سبعينيات القرن العشرين عندما عاد إلى وطنه.
وفي إسبانيا، عاش في مدريد حتى وفاته في أبريل 1993.

## صورة للعائلة المالكة الإسبانية وشخصيات من الحياة السياسية والاجتماعية
كان رسامًا عظيمًا للوحات الشخصية للعائلة المالكة الإسبانية منذ أواخر السبعينيات وحتى وفاته في عام 1993. خلال تلك السنوات قام برسم جميع أفراد العائلة المالكة.
وهو مؤلف لوحة زيتية على قماش بعنوان "صورة العائلة المالكة الإسبانية"، والتي تصور الأعضاء الخمسة الرئيسيين (والوحيدين) للعائلة المالكة (الملك خوان كارلوس الأول ملك إسبانيا ، والملكة صوفيا ملكة اليونان ، والأمير فيليبي ، والطفلتين إيلينا وكريستينا دي بوربون ). كان فنانًا غزير الإنتاج، حيث أنتج أكثر من 1500 عمل بحلول سبعينيات القرن العشرين، بما في ذلك أكثر من 1000 صورة شخصية. رسم العديد من الشخصيات من الحياة السياسية والاجتماعية: دولوريس إيباروري ، "لا باسيوناريا"، جونزالو دي بوربون إي دامبيير ، غريس كيلي ، جوليان كورتيس كابانيلاس (رئيس تحرير صحيفة ABC، كاتب سيرة ألفونسو الثالث عشر)، رافائيل دويوس
.El historiador del arte José Camón Aznar describía así la estética del pintor:

## النحت
فيسينتي مايسو هو صانع التمثال البرونزي الذي يشكل جزءًا من النصب التذكاري لأبطال إسبانيا الواقع في وسط مليلية. يعد هذا التمثال أبرز عناصر النصب التذكاري ويمثل جنديًا يتقدم ببندقية مرفوعة في يده اليمنى ويحمل علمًا في يده اليسرى، ويحيط به على يساره أسد.

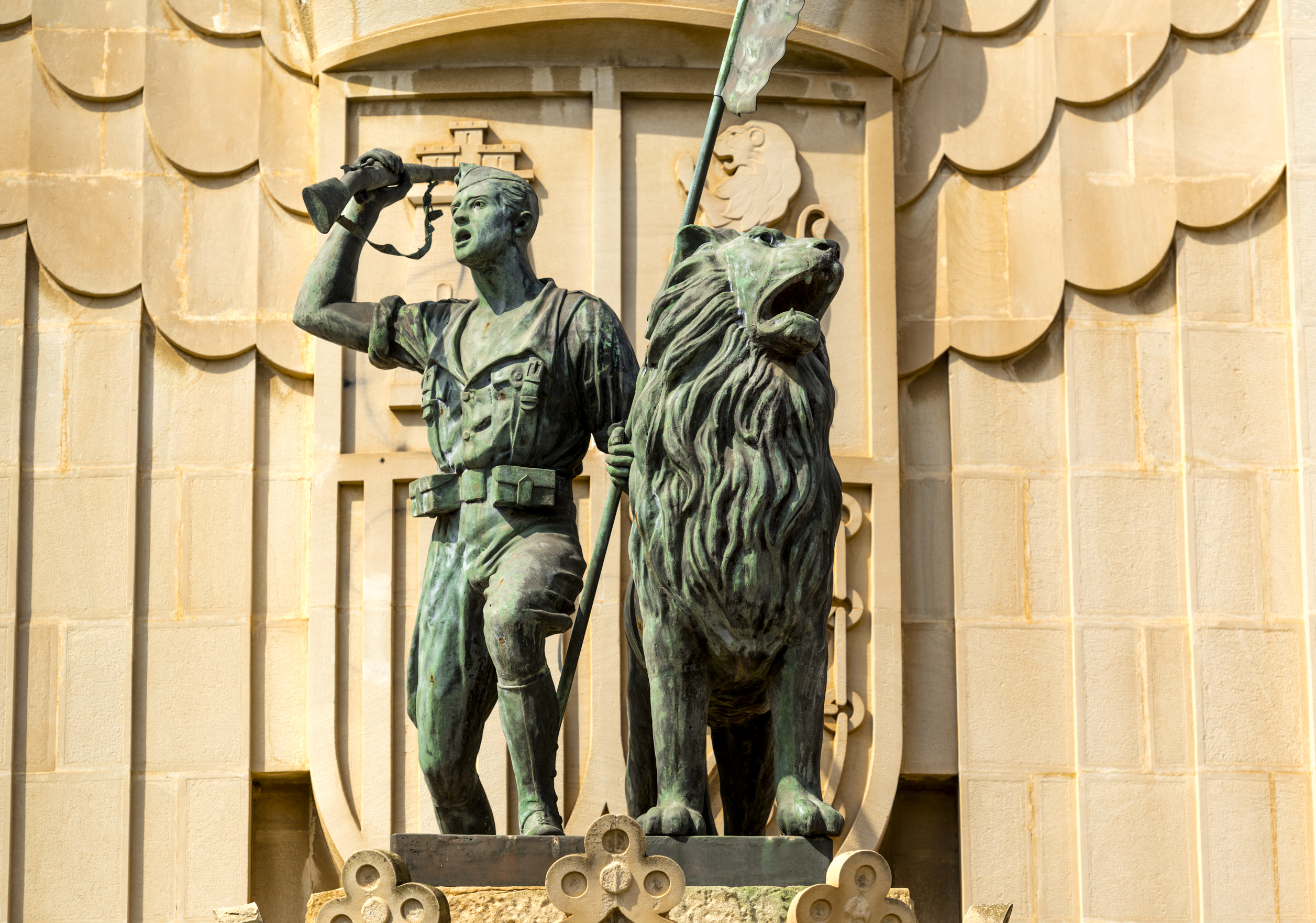
تمثال النصب التذكاري لأبطال إسبانيا (مليلية)